# Scrubs – Die Anfänger/Staffel 7
Die siebte Staffel der US-amerikanischen Fernsehserie Scrubs – Die Anfänger feierte ihre Premiere am 25. Oktober 2007 auf dem Sender NBC. Die deutschsprachige Erstausstrahlung sendete der deutsche Free-TV-Sender ProSieben vom 3. September bis zum 12. November 2008.
Die Produktion der siebten Staffel 2007/08 wurde durch den Streik der Writers Guild of America (WGA), der auch der Showrunner Bill Lawrence angehört, unterbrochen. Elf Folgen konnten vor dem Streik geschrieben werden und wurden gesendet.
In Staffel 7 wurde in den USA die Reihenfolge der Ausstrahlung verändert. Inhaltlich folgt die Folge 11 der Folge 8, was auch daran feststellbar ist, dass Dr. Kelso noch Chefarzt ist. Bei der Erstausstrahlung in Deutschland wurde die Reihenfolge eingehalten.

## Darsteller
| Figur                            | Darsteller       | Deutscher Sprecher       |
| -------------------------------- | ---------------- | ------------------------ |
| Dr. John Michael „J. D.“ Dorian  | Zach Braff       | Kim Hasper               |
| Dr. Elliot Reid                  | Sarah Chalke     | Ranja Bonalana           |
| Dr. Christopher Duncan Turk      | Donald Faison    | Sebastian Schulz         |
| Carla Espinosa                   | Judy Reyes       | Tanja Geke               |
| Dr. Percival Ulysses „Perry“ Cox | John C. McGinley | Bernd Vollbrecht         |
| Dr. Robert „Bob“ Kelso           | Ken Jenkins      | Friedrich Georg Beckhaus |
| Der Hausmeister                  | Neil Flynn       | Thomas Nero Wolff        |
| Nebendarsteller                  |                  |                          |
| Dr. Todd „The Todd“ Quinlan      | Robert Maschio   | Björn Schalla            |
| Theodore „Ted“ Buckland          | Sam Lloyd        | Hans Hohlbein            |
| Jordan Sullivan                  | Christa Miller   | Andrea Kathrin Loewig    |
| Dr. Doug Murphy                  | Johnny Kastl     | Bernhard Völger          |
| Keith Dudemeister                | Travis Schuldt   | Tommy Morgenstern        |
| Dr. Kim Briggs                   | Elizabeth Banks  | Melanie Hinze            |
| Ladinia „Lady“ Williams          | Kit Pongetti     | Christin Marquitan       |

## Episoden
| Nr. (ges.) | Nr. (St.) | Deutscher Titel        | Originaltitel         | Erstausstrahlung USA | Deutschsprachige Erstausstrahlung (D) | Regie            | Drehbuch                       |
| --- | --------- | ---------------------- | --------------------- | -------------------- | ------------------------------------- | ---------------- | ------------------------------ |
| 140 | 1         | Mein voller Durchblick | My Own Worst Enemy    | 25. Okt. 2007        | 3. Sep. 2008                          | Bill Lawrence    | Neil Goldman & Garrett Donovan |
| Nachdem sich J. D. und Elliot im Bereitschaftsraum näher gekommen sind, stellen sie sich die Frage, wie es eigentlich um ihre Beziehungen zu Keith und Kim steht. Während Elliot die Verlobung mit Keith auflöst, entscheidet sich J. D. wegen des Babys mit Kim zusammen zu bleiben. Dr. Cox ist fasziniert von seinem neuen Patienten, der dauernd lächelt. Der Hausmeister scheint eine Freundin namens Lady zu haben, was J. D. nicht glaubt. |           |                        |                       |                      |                                       |                  |                                |
| 141 | 2         | Meine schwere Geburt   | My Hard Labor         | 1. Nov. 2007         | 10. Sep. 2008                         | Adam Bernstein   | Bill Callahan                  |
| Dr. Cox’ Tochter braucht eine Spritze, aber er findet niemanden, dem er vertraut, dies richtig zu machen. Selbst will er es nicht machen, da er Angst davor hat, dass seine Tochter ihn mit Schmerzen assoziiert. Turk will ein Videospiel zu Ende spielen und stellt fest, dass Carla besser darin ist. Sie hatte Zeit zu spielen, als Izzy in der Nacht nicht schlafen konnte. J. D. und Kim werden Eltern von Sam, aber die Beziehung scheitert, da J. D. Kim nicht liebt. |           |                        |                       |                      |                                       |                  |                                |
| 142 | 3         | Mein Erwachsenwerden   | My Inconvenient Truth | 8. Nov. 2007         | 17. Sep. 2008                         | Bill Lawrence    | Debra Fordham                  |
| Kim und Sam wohnen nicht mehr bei J. D., daher besucht er sie immer mit dem Roller. Sein neuerdings erfolgreicher Bruder Dan schenkt ihm ein Auto, welches J. D. aber nicht will und daher mutwillig die Scheibe zerstört. Dan versucht J. D. zu erklären, dass er endlich erwachsen werden muss. Der Hausmeister hat entschieden, das Sacred Heart umweltfreundlicher zu machen, mit unkonventionellen Methoden. Elliot stellt fest, dass die meisten Ärzte ihren Patienten Ratschläge erteilen, die sie dann selbst vor deren Augen nicht umsetzen. Dr. Cox führt ihr vor Augen, dass sie sich selbst auch so verhält, was aber schlicht menschlich ist.                                                    |           |                        |                       |                      |                                       |                  |                                |
| 143 | 4         | Meine Eselsbrücken     | My Identity Crisis    | 15. Nov. 2007        | 24. Sep. 2008                         | Gail Mancuso     | Dave Tennant                   |
| Der Hausmeister stellt fest, dass J. D. Spitznamen für alle Kollegen hat. Er glaubt aber nicht, dass J. D. deren echte Namen kennt. J. D. lernt sie mithilfe von Eselsbrücken auswendig, verliert eine Wette mit dem Hausmeister aber trotzdem, da er seinen Namen nicht kennt. Nun übernimmt J. D. einen Tag lang dessen Pflichten. Jordan und die Kinder sind verreist und obwohl Dr. Cox sich über die Ruhe freut, merkt er plötzlich, dass ihm seine Familie fehlt. Er fragt sich, was ihn als Menschen identifiziert. Carla stellt sich dieselbe Frage, denn sie will ihre Herkunft als Latina nicht verlieren und dieses Erbe auch an Izzy weitergeben. Turk beginnt daher heimlich spanisch zu lernen. |           |                        |                       |                      |                                       |                  |                                |
| 144 | 5         | Mein inneres Kind      | My Growing Pains      | 29. Nov. 2007        | 1. Okt. 2008                          | Zach Braff       | Mike Schwartz                  |
| Dr. Kelso hat Geburtstag und Elliot will eine Party für ihn organisieren, doch niemand weiß dessen genaues Alter. Als dann bekannt wird, dass er 65 wird, will der Vorstand wegen der Statuten, dass er demnächst in den Ruhestand geht. J. D. will erwachsener werden, doch Turk vermisst bald dessen kindische Seite. Dr. Cox behandelt einen Jungen mit der Diagnose Leukämie. Er versteht nicht, dass die Eltern nicht wollen, dass der Junge von der Krankheit erfährt. |           |                        |                       |                      |                                       |                  |                                |
| 145 | 6         | Meine Tabellenführung  | My #1 Doctor          | 6. Dez. 2007         | 8. Okt. 2008                          | Will Mackenzie   | Janae Bakken                   |
| Dr. Kelso meldet die Klinik bei RateYourDoc.org an, wo die Qualität der Ärzte bewertet werden kann. Nachdem J. D. Spitzenreiter wird, versuchen Dr. Cox und Turk alles, um seine Bewertungen zu verschlechtern. Carla versucht zu verstehen, was die neue Freundin vom Hausmeister an ihm findet. Sie stellt fest, dass dieser sich seiner Freundin gegenüber anders verhält, als man es von ihm gewohnt ist. Elliot stellt fest, dass ihre Patientin eine Überdosis Medikamente genommen hat, damit sie sterben kann. Sie muss sich nun entscheiden, wie sie sich verhalten soll. Dr. Kelso gewinnt ein lebenslanges Anrecht auf Gratis-Muffins im Coffee Bucks.                                             |           |                        |                       |                      |                                       |                  |                                |
| 146 | 7         | Meine Wasserbomben     | My Bad Too            | 10. Apr. 2008        | 15. Okt. 2008                         | Linda Mendoza    | Clarence Livingston            |
| Turk lernt spanisch, um Carla damit zu ihrem Jubiläum zu überraschen. Bald bemerkt er seinen Vorteil, solange Carla es nicht weiß, weil er nun viele ihrer Aussagen versteht, die nicht für ihn gedacht sind. Ein Patient von J. D. will unbedingt zu seiner Abschlussfeier, trotz seiner starken Verbrennungen. J. D. weiß nicht, ob er es erlauben soll, und holt sich Rat bei Elliot. Dr. Cox macht sich einen Spaß daraus, Dr. Kelso das Essen zu stehlen. |           |                        |                       |                      |                                       |                  |                                |
| 147 | 8         | Mein Leben als Mann    | My Manhood            | 17. Apr. 2008        | 22. Okt. 2008                         | Michael McDonald | Angela Nissel                  |
| Elliot bekommt ein Telefongespräch von Dr. Kelso und seiner Frau mit, weil sie auf der Herrentoilette war. Sie macht sich Gedanken über seine Aussagen bzgl. des baldigen Ruhestands, bis sie erfährt, dass man auf der Toilette gar keinen Empfang hat. Turk tritt verstärkt „männlich“ auf. Er veranstaltet ein Fernbedienungs-Wrestlings, damit er nun immer das Programm bestimmen kann. Nach einigen Niederlagen gewinnt J. D. jedoch. Daraufhin gesteht Turk, dass er sich wegen des Verlusts eines Hodens so aufgeführt hat. Der Hausmeister gibt eine interne Zeitung namens „The Janitorial“ heraus, womit er vor allem Dr. Cox mit ausgedachten Interviews ärgert.                                  |           |                        |                       |                      |                                       |                  |                                |
| 148 | 9         | Meine Dusel-Diagnose   | My Dumb Luck          | 24. Apr. 2008        | 5. Nov. 2008                          | Rick Blue        | Aseem Batra                    |
| Elliot und Carla wollen verhindern, dass Dr. Kelso in den Ruhestand gehen muss. Sie überzeugen sogar Dr. Cox und den Vorstand, nur haben sie die Rechnung ohne Dr. Kelso gemacht. Er hat davon gar nichts mitbekommen, weil er den ganzen Tag draußen einen Assistenzarzt zugetextet hat, und gesteht, dass er bloß zu eigenen Konditionen aufhören wollte. Dr. Cox hat ein Problem mit der Diagnose bei einem Patienten. J. D. und Turk finden durch Zufall heraus, was dem Patienten fehlt, weil sie seine Urinprobe in der Sonne stehen lassen. Eine Verfärbung der Probe durch die UV-Einstrahlung und die anschließende Recherche lösten das Rätsel.                                                     |           |                        |                       |                      |                                       |                  |                                |
| 149 | 10        | Mein neuer Chef        | My Waste of Time      | 1. Mai 2008          | 12. Nov. 2008                         | Chris Koch       | Andy Schwartz                  |
| Nach dem Abgang von Dr. Kelso wird Dr. Cox vorübergehend zum Chefarzt befördert. Ihm gefällt das natürlich. Elliot ist auf der Suche nach einem alten Patienten, wobei J. D. hilft. Sie finden ihn zwar nicht persönlich, verbringen aber einen tollen Tag zusammen und finden, sie sollten mehr miteinander unternehmen. Der Hausmeister verlangt von Ted, befreit von Dr. Kelso, mehr Selbstvertrauen, was sich jedoch als Bumerang erweist, weil Ted nun auch ihm selbstsicherer entgegentritt. Carla überrascht Turk damit, dass sie noch ein Kind will. Dieser ist sich der Sache anfangs nicht sicher, handelt sich aber im Gegenzug intime Privilegien raus.                                           |           |                        |                       |                      |                                       |                  |                                |
| 150 | 11        | Mein Märchen           | My Princess           | 8. Mai 2008          | 29. Okt. 2008                         | Zach Braff       | Mark Stegemann                 |
| Nach einem langen Arbeitstag kommt Dr. Cox nach Hause und muss seinem Sohn eine Gutenacht-Geschichte erzählen. Er macht aus seinem Arbeitstag ein Märchen, in dem J. D. einen Dorftrottel, Elliot eine Prinzessin, Turk und Carla eine zweiköpfige Hexe und Dr. Kelso einen Teufel spielen, während er selbst als Ritter auftritt. Die Geschichte erzählt von einer realen Patientin von J. D. und Elliot, die sie in letzter Minute retten können. |           |                        |                       |                      |                                       |                  |                                |

## DVD-Veröffentlichung
In den Vereinigten Staaten wurde die DVD zur siebten Staffel am 11. November 2008 veröffentlicht. In Deutschland ist die DVD zur siebten Staffel seit dem 13. November 2008 erhältlich.